# 谷古宇剛
谷古宇 剛（やこう つよし、1976年11月5日 - ）は日本の漫画家。千葉県出身。名前は本名。血液型O型。

## 経歴
- 2002年、「Trouble Travel」で第50回小学館新人コミック大賞入選。
- 2004年、サッカー漫画の読切「TWIN-kle STAR」を『週刊少年サンデー』に掲載。
- 2006年、F1漫画の読切「佐藤琢磨物語〜No Attack,No Chance〜」を『週刊少年サンデー』に掲載。
- 2007年、料理・グルメ漫画の読切「三ツ星CLUB」を『週刊少年サンデー』に掲載。
- 2008年、『週刊少年サンデー』第30号より料理・グルメ漫画「★★★のスペシャリテ」連載開始。
- 2009年、『週刊少年サンデー』第30号で連載に一旦区切りをつけ、『クラブサンデー』に移籍。

## 作品

### 連載
- ★★★のスペシャリテ（週刊少年サンデー2008年30号 - 2009年30号→クラブサンデー2009年7月17日）
- 芝の上ジャンクション（少年マガジンエッジ2016年2月号 - 11月号）

構成担当
- さよなら神様（原作：麻耶雄嵩、作画：田宮瓢、LINEマンガ2019年11月3日 - 2020年4月5日（以後長期休載）、2022年3月27日（再開） - 2023年4月2日）

### 読切
- Trouble Travel（週刊少年サンデー超2003年3月25日号）
- 突撃!我流々工業高校（週刊少年サンデー超2003年6月25日号）
- ら～めんデコトラ（週刊少年サンデー超2003年9月25日号）
- 喧嘩上等! フーリガンズ（週刊少年サンデー超2004年5月25日号）
- TWIN-kie STAR（週刊少年サンデー2005年1号）
- フットサル・ティンバンコ（週刊少年サンデー超2006年1月25日号）
- 佐藤琢磨物語〜No Attack,No Chance〜（週刊少年サンデー2006年44号）
- 三ツ星CLUB（週刊少年サンデー2007年9号）

## 師匠
- 菊田洋之（アシスタント1年半）